# 유유백서의 등장인물 목록
다음은 유유백서의 등장인물 목록이다.

## 메인 캐릭터
- 우라메시 유스케

- 쿠와바라 카즈마

- 쿠라마

- 히에이

- 겐카이

- 코엔마

## 히로인
- 보탄(ぼたん)은 《유유백서》에 등장하는 히로인으로, 국내명은 모란.

영계안내인으로, 성격이 쾌활하다. 유스케가 죽자 유스케를 안내하고 부활을 도와주었으며, 유스케가 부활한 후에도 일행에게 많은 도움을 주고 있다. 유키나의 비밀으로 히에이한테 협박당한다.
- 유키무라 케이코

- 유키나(雪菜)는 《유유백서》에 등장하는 히로인으로, 국내명은 설라.

- 쿠와바라 시즈루(桑原静流)는 《유유백서》에 등장하는 히로인으로, 국내명은 마청.

## 주변 캐릭터
영계 탐정 편
- 고우키(강표)

성우 - 와카모토 노리오
히에이, 쿠라마와 함께 영계도둑으로 영계의 물건을 훔친다. 영계의 물건을 이용해 다른 사람의 영혼을 먹어 치우고 힘이 강해진다. 유스케와 붙으나 처음에는 강철처럼 단단하고 거대한 몸으로 유스케를 제압했다. 그 다음날에는 유스케가 그의 입에 나무를 꽂아놓고 영환을 쏴서 승리.
- 난동
- 현무

성우 - 심정민
사성수의 한 명 중 온몸이 돌로 된 요괴. 토구로형처럼 산산조각이 나도 무한히 재생할 수 있다. 그러나 불사신은 도구로형과 달리 재생의 돌이 깨지면 죽게 된다. 쿠라마가 재생의 돌을 파괴함으로써 현무는 사라진다.
- 백호

성우 - 최낙윤
사성수 중 가장 거구. 쿠와바라의 영기를 흡수해서 과식으로 몸이 터져버리고 쿠와바라는 영기를 되찾아서 용암위에서 다시 싸우나 용암에 떨어져서 패배. 쿠와바라는 옷깃에 걸려서 무사히 살아남는다. 청룡의 방에 찾아와서 청룡의 기술을 맞고 얼어죽는다. 청룡의 행위를 본 유스케, 쿠와바라, 히에이는 분노.
- 청룡

성우 - 박서진
사성수의 한 명 중 마성술사팀의 토우야와 비슷한 빙권술사.(능력은 토우야가 훨씬 상회함.) 초당 100발의 주먹을 날려 적을 얼려 버리는 마투동령권을 사용할 수 있음. 도움을 요청하는 백호의 몸을 얼려버리고 산산조각 내버린다. 그러나 히에이의 검에 산산조각이 나버린다.
- 주작

- 타루카네 곤조

엄청난 부자이자 큰 저택에서 살고 있으며 자신의 이익과 욕심만을 생각한다. 유키나를 감금시켜서 온갖 학대를 해서 빙루석을 얻으려하는 인간 쓰레기. 자신의 저택에 침입한 유스케, 쿠와바라를 저지하기 위해 도구로 형제를 고용했으며, 침입자 대 도구로의 내기가 진행되고 사쿄가 침입자가 이기는 쪽에 72조 3500억 걸고 도구로가 일부러 지는 바람에 파산되린다. 후에 히에이에게 발각되 살해당할 뻔 했으나 목숨을 구한다. 그 뒤에 정신이 이상해지다가 도구로에게 머리가 잘린다.
암흑 무술 대회 편
- 코토

성우 - 오리카사 아이 / 양정화
- 링구(영구)

성우 - 서유리
육유괴팀의 멤버로 요요를 이용해 쿠와바라를 압도하여 승리.
- 추(촌)

- 닥터 이치가키(닥터 괴링)

성우 - 사이카치 류지 / 심정민
닥터 이치가치 주장이자, 매드 사이언티스트. 어느 무술가의 스승을 병을 앓게 한 뒤 그의 제자들을 속여서 살인 머신으로 만들어버리고 암흑무술대회에 참여한다. 우라메시 팀과 붙지만 유스케와 쿠와바라를 농락하는 교활한 모습을 보인다. 하지만 우라메시 팀과의 승부에서 세 명 다 겐카이에게 쓰러져 궁지에 몰리자 마지막에는 비장의 기술인 전투용액을 이용해 괴물로 변신해 공격하지만 유스케의 분노의 철권을 맞고 관중석에 다운되어 산산조각이 난다.
- 토우야(동시)

- 진

- 우라우라시마

성우 - 최승훈
우라오토기팀의 멤버로 우라시마 타로의 모습을 하고 있으며, 낚시대를 무기로 사용한다. 교묘한 방법으로 쿠라마를 속이고 낚시줄로 결계를 만들어 쿠라마를 갓난아기 이전의 모습으로 만들어 버리려다가 도리어 쿠라마는 요호 쿠라마가 되어 분노를 사게 된다. 마계식물을 소환하자 공포를 느껴 아이템의 비밀을 알리려는 순간, 시시와카마루의 검에 목이 찔려 죽게 된다. 본모습은 환마수.
- 시시와카마루

- 아름다운 마투가 스즈키

- 도구로(弟)(구로)

- 토구로(兄)(구로환)

성우 - 이상범
동생과는 달리 인간의 마음을 이용해 이득을 취하는 성격의 소유자. 결승전에서 겐카이의 마음을 이용해 쿠와바라를 농락하지만 분노로 가득찬 쿠와바라의 공격에 몸이 파열돼서 패배. 유스케와 동생이 싸울때 다시 부활해 유스케를 도발하지만 동생에게 멀리 날아간다. 후에 마키하라에게 먹히지만 마키하라의 육체, 정신, 능력을 모두 흡수한다. 그러나 쿠라마의 사념수에 감금당해 영원히 동굴에 갇힌다.
- 부이(무장)

성우 - 카나오 테츠오 / 심정민
토구로 형제와 싸우다 지고 이후 토구로 형제와 동맹을 맺었다. 몸에 갑옷을 두르고 거대한 도끼를 들고 싸운다. 결승전에서 히에이와의 싸움에서 몸에 두르고 있는 갑옷을 벗지만 패배.
- 카라스

마계의 문 편
- 카이토(해등)

성우 - 현경수
쿠라마와 같은 고등학교에 다니는 친구로 충기시에 산다. 마계터널로 인해 능력이 생겼으며 그 능력은 금지어를 말하면 영혼을 빼앗기고, 그의 영역에선 폭력을 사용하는 것이 허용되지 않는다.
- 키도(성호)

충기시에 사는 중학교 3학년 학생. 마계터널로 인해 능력이 생겼으며, 그 능력은 상대의 그림자를 밟아 움직이지 못하게 만드는 것.
- 야나기사와(유택)

성우 - 서원석
충기시에 사는 고등학교 2학년 학생. 마계터널로 인해 능력이 생겼으며, 그 능력은 상대의 기문, 성격, 기억, 모습, 능력 등 모든 사항을 복사하는 능력이다.
- 무로타(실전)

유스케 일행이 무시요리시에서 찾은 능력자. 상대의 마음을 읽을 수 있는 "독심술"을 사용할 수 있다. 후일에 마키하라에게 잡아 먹혀 능력을 흡수당한다. (그 이후에는 생사여부는 모르겠다.)
- 카미야(신곡)

성우 - 현경수
유스케 일행이 무로타와 함께 도착한 병원에서 발견한 능력자. 센스이가 모은 능력자 중의 한명. 코드네임 "닥터". 말그대로 의사의 능력을 가졌다. 유스케에게 거의 빈사상태까지 간 뒤 체포돼 형무소에 수감되나, 탈옥한다. 그리고 센스이의 야망이 무너진 이후 심령의 수도원을 건설하여 수많은 사람들의 병을 고친다.
- 미타라이(수병)

성우 - 양정화
센스이가 모은 능력자 중 한 명. 코드네임 "씨맨". 쿠와바라의 의리있는 행동에 감동 받은 이후 마음이 바뀌어 유스케 일행을 돕게 된다.
- 하기리(인무)

센스이가 모은 능력자 중 한 명. 코드네임 "스나이퍼" 센스이(성수)의 사후에 카미야와 만난 후 자신의 능력을 좋은 방향으로 쓰게 된다. (한 가지 부연설명을 하자면 하기리의 여동생이 죽은 길고양이의 기억을 하기리에게 보여준다. 그 고양이를 죽인 자들은 하기리의 같은 반 학생들. 하기리는 그 학생들을 공격하러 감.) 그리고 고등학교 졸업 후 어머니에게 5년간 일정량의 돈을 입금해 주다가 행방불명이 된다. (아마 가출했을 듯)
- 아마누마(도신)

성우 - 김성연
센스이의 꾀임에 넘어간 능력자 중 한 명. 코드네임 "게임마스터". 쿠라마와의 결전에서 자신의 능력으로 자멸하지만(센스이의 잔인한 생각으로 인해 쿠라마가 분노하게 된다. 그래서 도구로형을 용서하지 않은 듯하다.) 주니어의 마봉환에 의해 되살아난다. 센스이의 사후에 평범한 학교생활을 하게 되며, 게임을 통해 교우관계를 넓힌다.
- 마키하라(정남)

센스이가 모은 능력자 중 한 명. 코드네임 "미식가". 도구로형의 능력을 흡수한 이후 이리마 동굴에 갔을 땐 이미 도구로형에게 의식과 육체를 모두 빼앗기게 되며, 쿠라마의 사념수에 의해 영원히 도구로형과 이리마 동굴에 감금당한다.
- 센스이 시노부

- 이츠키(수)

이공간의 문지기 격의 인물로 센스이와 교분이 깊다. 영계탐정 조수로서 센스이를 만난 후 센스이의 조력자로 모든 일을 관여하다 센스이의 사후에는 이공간 속에서 센스이와 함께 잠들게 된다.
마계 통일전 편
- 요미(황천)

성우 - 이원찬
쿠라마의 옛 동료. 눈이 멀게 된 후 3대 세력으로 군림.
- 슈라(수라)

요미의 아들로 요미의 도적 시절 성격을 물려 받았음. 요미에게 도전했으나 결국 요미에게 패배.
- 요다

요미 국의 작전 참모 겸 마계 통일전을 해설한 인물.
- 라이젠(뇌선)

유스케의 아버지. 3대 세력이었으나 객사 후 유언을 남긴다.
- 호쿠신(북신)

승려복을 입은 2인자. 요미와 슈라의 대결을 바라고 있는 인물.
- 무쿠로

- 키린

히에이가 마계에 오기 전까지 2인자였다. 무쿠로를 아끼는듯.
- 시구레(시우)

히에이의 사안을 이식한 인물. 쿠라마와의 대결 후 자결.